# Adobe Voco
Adobe Voco — программное обеспечение для редактирования и генерации прототипов аудио от Adobe, которое позволяет осуществлять редактирование и генерацию звука. Названный «Photoshop-for-voice», Voco был впервые представлен на мероприятии Adobe MAX в ноябре 2016 года. Технология, показанная в Adobe MAX, была предварительным просмотром, который потенциально мог быть включен в Adobe Creative Cloud. По состоянию на 27 октября 2019 года Adobe еще не выпустила дополнительную информацию о потенциальной дате выпуска.

## Технические детали
Как показала демонстрация, программное обеспечение берет приблизительно 20 минут речи желаемой цели, а затем генерирует похожий на звук голос даже с фонемами, которых не было в материале примера цели. Adobe заявила, что Voco снизит стоимость производства аудио. С внедрением Adobe Voco и аналогичной технологии WaveNet, созданной DeepMind.

## Проблемы
Были высказаны этические соображения и проблемы безопасности в связи с возможностью изменить аудиозапись, включив в нее слова и фразы, которые первоначальный говорящий никогда не произносил, и потенциальным риском для биометрических данных голосовых отпечатков.
Также существуют опасения, что его можно использовать в сочетании с:
- Синтезом человеческого изображения, который с начала 2000-х годов достиг такого уровня подобия, что проводить различие между человеком, записанным с помощью камеры, и имитацией человека очень сложно.[3]
- Видео манипулирование выражениями лица человека практически в реальном времени с использованием существующего 2D-видео RGB.[4]

## Альтернативы
Отсутствие публичного прогресса в Adobe открыло возможности для других компаний создавать альтернативные продукты VOCO, такие как LyreBird.
WaveNet - это аналогичный, но открытый исследовательский проект для лондонской фирмы по искусственному интеллекту DeepMind, разработанный независимо в то же время, что и Adobe Voco.